# Anneliese Schuh-Proxauf
Anneliese Schuh-Proxauf, née le 10 mars 1922 et morte le 17 novembre 2020, est une skieuse alpine autrichienne, originaire de Seegrube.

## Arlberg-Kandahar
- Vainqueur de la descente 1948 à Chamonix